# Пушкіне (Джанкойський район)
Пу́шкіне (до 1948 року — Бую́к-Алкали́, крим. Büyük Alqalı) — село Джанкойського району Автономної Республіки Крим. Населення становить 476 осіб. Орган місцевого самоврядування — Завіто-Ленінська сільська рада. Розташоване на півночі району.

## Географія
Пушкіно — село на півночі району, в Кримському степу, на лівому березі маловодний балки Алкали, що впадає в Сиваш, висота над рівнем моря — 3 м. Сусідні села: Кучук-Алкали — за 1 км на північ, нижче по балці і Конурча — також за 1 км вище по балці на південь. Відстань до райцентру — близько 15 кілометрів. Найближча станція — Солоне Озеро — за 6,5 км.

## Населення
Всеукраїнський перепис 2001 року показав такий розподіл за носіями мови:
| Мова              | Відсоток |
| ----------------- | -------- |
| російська         | 73,95    |
| українська        | 11,76    |
| кримськотатарська | 11,76    |
| інші              | 2,53     |

## Історія
Перша документальна згадка села зустрічається в Камеральному Описі Криму … 1784 року, судячи з якого, в останній період Кримського ханства Халкали входив в Діп Чонгарський кадилик Карасубазарського каймакамства.
Після анексії Криму Російською імперією (8) 19 квітня 1783 , (8) 19 лютого 1784, на території колишнього Кримського Ханства була утворена Таврійська область і село було приписане до Перекопського повіту . Після Павловських реформ, з 1796 по 1802 рік, входило в Перекопський повіт Новоросійської губернії. За новим адміністративним поділом, після створення 8 (20) жовтня 1802 Таврійської губернії , Біюк-Алкали включені до складу Біюк-Тузакчинської волості Перекопського повіту.
У 1860-х роках, після земської реформи Олександра II, село приписали до Ішунські волості. В «Списку населених місць Таврійської губернії за відомостями 1864 року» , складеному за результатами VIII ревізії 1864 року, Біюк-Алкали — власницьке татарське село з 5 дворами і 19 мешканцями при колодязях. Згідно  «Пам'ятною книги Таврійської губернії за 1867 рік» , село стояла покинутая, з огляду на еміграції кримських татар, особливо масову після Кримської війни 1853—1856 років, в Туреччину та, якщо на триверстовій  мапі 1865 роки село ще позначене, то на карті, з коректурою 1876 року її вже немає. За «Пам'ятною книгою Таврійської губернії 1889 року», за результатами Х ревізії 1887 року село Біюк-Алхали, вже було заселене вихідцями з Росії, значилося 2 двори і 17 мешканців, можливо, вже нових поселенців — німців або вірмен (джерело — енциклопедичний словник «німці Росії» - позиціонує село як німецько-вірменське).
Після земської реформи 1890 року Біюк-Алкали віднесли до Богемської волості. В  «… Пам'ятній книзі Таврійської губернії за 1892 рік»  у відомостях про Богемську волостб ніяких даних про село, крім назви, не наведено. За «…Пам'ятною книгою Таврійської губернії за 1900 рік» в селищі Біюк-Алкали значилося 105 жителів в 11 дворах. Мабуть, це було тимчасове поселення, пов'язане з будь-якими роботами, оскільки в Статистичному довіднику Таврійської губернії 1915 року, в Богемській волості Перекопського повіту значиться всього лише хутір Біюк-Алкали з населенням 48 чоловік.
Після радянської окупації, за постановою Кримревкома від 8 січня 1921 року № 206 «Про зміну адміністративних кордонів» була скасована волосна система і в складі Джанкойського повіту був створений Джанкойський район. У 1922 році повіти перетворили в округи.
Незабаром після початку німецько-радянської війни, 18 серпня 1941 року німці з села були виселені, спочатку в Ставропольський край, а потім в Сибір і північну частину Казахської РСР. У 1944 році, після звільнення Криму від німців, згідно з Постановою ДКО № 5984сс від 2 червня 1944 року 27 червня кримські вірмени були також депортовані в Пермську область і Середню Азію. 12 серпня 1944 року було прийнято постанову № ГОКО-6372с «Про переселення колгоспників в райони Криму» та у вересні 1944 року в район приїхали перші новосели (27 сімей) з Кам'янець-Подільської та Київської областей, а на початку 1950-х років пішла друга хвиля переселенців з різних областей України.
18 травня 1948 року, Алкали (воно ж Біюк-Алкали) перейменували в Пушкіне.
У 2023 році у проєкті Постанови Верховної Ради України «Про перейменування деяких населених пунктів Автономної Республіки Крим» село запропоновано перейменувати на Буюк-Алкали.